# Sixto Brillantes jr.

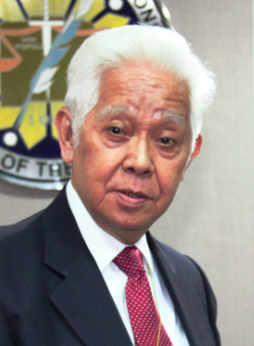
Sixto Brillantes jr.

Sixto Serrano Brillantes jr. (Manilla, 14 augustus 1939 – aldaar, 11 augustus 2020) was een Filipijns advocaat en rechter. Hij werd in 2011 benoemd tot voorzitter van de Filipijnse kiescommissie COMELEC

## Biografie
Sixto Brillantes jr. was een zoon van voormalig gouverneur van Ilocos Sur en COMELEC-lid Sixto Brillantes sr.. Hij studeerde rechten aan San Beda College en voltooide daar in 1960 een Bachelor-opleiding handel. Aansluitend studeerde hij aan dezelfde onderwijsinstelling rechten. In behaalde hij als beste van zijn klas zijn diploma en in hetzelfde jaar slaagde hij ook voor toelatingsexamen voor de Filipijnse balie (bar exam) met de op zes na beste score.
Van 1978 tot 1986 was hij juridische adviseur voor Eduardo Cojuangco jr. en zijn netwerk van bedrijven. In 1986 werd hij algemeen directeur van Brillantes, Nachura, Navarro, Jumamil & Arcilla Law Offices. Later werd hij senior partner. Brillantes was gespecialiseerd in verkiezingsrecht en behandelde diverse high-profile zaken. Zo was hij was de belangrijkste advocaat van president Joseph Estrada tijdens zijn afzettingsprocedure. Ook was hij advocaat van Fernando Poe jr. in diens zaak tegen president Gloria Macapagal-Arroyo. In deze zaak beschuldigde hij Arroyo van verkiezingsfraude. Ook was hij de advocaat van Andal Ampatuan sr., die ervan beschuldigd wordt het meesterbrein te zijn achter de massamoord in Maguindanao tijdens de verkiezingen van 2010.
Van 2001 tot 2006 was Brillantes adviseur van Nationalist People's Coalition, de politieke partij van Cojuangco. In 2011 werd hij door president Benigno Aquino III benoemd tot voorzitter van de Filipijnse kiescommissie COMELEC, als opvolger van Jose Melo. Zijn benoeming was omstreden, vanwege zijn verleden als advocaat voor Cojuangco, Estrada en Ampatuan. Op 2 februari 2015 eindigde de termijn van Brillantes bij COMELEC. Op 4 mei 2016 benoemde president Benigno Aquino III Andres Bautista, de voorzitter van de Presidential Commission on Good Governance, tot zijn opvolger.
Brillantes overleed in 2020 op 80-jarige leeftijd aan de gevolgen van een besmetting met COVID-19.